# Warusawa-dake
Der Warusawa-dake (japanisch 悪沢岳 Warusawadake) ist ein Berg im Akaishi-Gebirge und mit einer Höhe von 3141 m der sechsthöchste Berg Japans. Er liegt innerhalb des Minami-Alpen-Nationalparks in der Präfektur Shizuoka und wird in dem bekannten Buch 100 berühmte japanische Berge (日本百名山 Nihon-Hyakumeizan) aufgelistet.

## Arakawa-sanzan
Der Warusawa-dake, Arakawanaka-dake und Arakawamae-dake bilden zusammen die 3 Berge Arakawa-sanzan.
| Bild | Name             | Höhe (m) | Position   |
| ---- | ---------------- | -------- | ---------- |
|      | Warusawa-dake    | 3141     | im Osten   |
|      | Arakawanaka-dake | 3083     | im Zentrum |
|      | Arakawamae-dake  | 3068     |            |